# Magiczny Miecz
Magiczny Miecz – gra planszowa fantasy wydana przez nieistniejące już wydawnictwo Sfera. Gra jest polską przeróbką angielskiej gry planszowej Magia i Miecz, której wydawcą w Polsce była również firma Sfera. Ze względu na to, że prawowity twórca i właściciel gry "Magia i Miecz" (oryg. Talisman) - firma Games Workshop, stracił zainteresowanie dalszym jej wydawaniem, a Sferze nie udało się odnowić licencji, polski producent ok. 1993 roku wydał grę pod nazwą Magiczny Miecz. Jej autorem (podobnie, jak i kilku innych gier wydawnictwa) był Adrian Markowski (od 1998 r. redaktor naczelny CRN Polska, a także autor książek). Szatę graficzną gry opracowali graficy: Piotr Kowalski (plansza i postacie) i Piotr Łukaszewski (okładki) oraz Piotr Pucek (karty czarno-białe). Testowaniem gry i korektami technicznymi zajmował się lekarz - Piotr Rynio, a korektą merytoryczną Katarzyna Makowska - współwłaścicielka wydawnictwa.
Magiczny Miecz różnił się od Magii i Miecza planszami, kartami, postaciami, układem graficznym i nazewniczym oraz przede wszystkim celem gry (zadaniem graczy było dotarcie do Mostu prowadzącego do Zamku i pokonanie tamtejszej bestii), jednak podstawowa mechanika, budowa świata, zasady oraz ogólny "klimat" towarzyszący grze pozostały te same. Stąd też przez wielu fanów "Magii i Miecza" Magiczny Miecz - z pominięciem faktu znacznych ingerencji wydawnictwa w strukturę i wygląd oryginalnej gry - postrzegane było jako zwykły "plagiat". Niemniej jednak pierwsze wydanie Magicznego Miecza cieszyło się sporą popularnością, a gra doczekała się kopii wydawniczej w języku rosyjskim - wydawnictwo Фантом (ros. Fantom) wydało polską wersję graficzną pierwszej edycji Magicznego Miecza pod przetłumaczoną na język rosyjski nazwą Магический меч. Drugie wydanie gry Magiczny Miecz z 1998 roku, opatrzone w nową szatę graficzną z bardzo kolorowymi kartami, nie zyskało jednak takiego rozgłosu - było to zarazem ostatnie z oficjalnie publikowanych w Polsce wydań całej serii.
W skład Magicznego miecza wchodzą następujące części: 
- Magiczny Miecz - plansza podstawowa zawierająca świat
- plansze rozszerzeń, będące również samodzielnymi grami:
  - Labirynt Magów - plansza i nowe karty
  - Gród (odpowiednik Miasta) - plansza i nowe karty
  - Jaskinia - plansza i nowe karty
  - Krypta Upiorów - plansza i nowe karty
  - Magia - zbiór kart

Dodatek Magia była jedynie zestawem dodatkowych kart. Została wydana dopiero po pewnym czasie, w mniejszym nakładzie, jest więc wśród graczy uznawana za pewnego rodzaju rarytas. Jakiś czas później wyszła druga edycja gry zatytułowana "Magiczny Miecz - wydanie specjalne" z poprawionymi ilustracjami i jakością wykonania. W drugiej edycji nie został wydany żaden dodatek. Gra nadal cieszy się popularnością i zainteresowaniem. Powstało także wiele nieoficjalnych dodatków stworzonych przez fanów, których drukowane wersje rozprzestrzeniane były m.in. za pośrednictwem Internetu.

## Odbiór
Marcin Strzyżewski pisząc w Komputer Świat w 2016 r. napisał, że gra ta "w latach 90. ukształtowała pokolenie fanów fantastyki" i była ona jedną z "najciekawszych i najważniejszych planszówek w historii polskiej branży". W wywiadzie dla tego czasopisma, autor gry, Markowski, stwierdził, że został "poproszony o przygotowanie polskiej, autorskiej wersji gry, która przypominałaby Magię i Miecz". Nie podobały mu się w oryginalnej grze (Magia i Miecz) "[u]niwersum - kompletne pomieszanie z poplątaniem... fabuła praktycznie żadna", więc jak stwierdził: "zaczerpnąłem z mechaniki to, co wydawało mi się niezbędne, by zachować podobieństwo idei, a resztę zmodyfikowałem", także poprawiając w mechanice "rozwiązania pozbawione logiki". Strzyżewski stwierdził także, że gra odnisosła w swoim czasie zadowaljący sukces komercyjny, ale nie ma szansy na re-edycję gdyż "[r]ozpatrując rzecz w dzisiejszych kategoriach, podobieństwo do Magii i Miecza jest raczej zbyt duże.".